# Krivaja (Sjenica)
Pour les articles homonymes, voir Krivaja.
Krivaja (en serbe cyrillique : Криваја) est un village de Serbie situé dans la municipalité de Sjenica, district de Zlatibor. Au recensement de 2011, il comptait 8 habitants.

## Démographie
| 1948 | 1953 | 1961 | 1971 | 1981 | 1991 | 2002 | 2011 |
| ---- | ---- | ---- | ---- | ---- | ---- | ---- | ---- |
| 127  | 139  | 140  | 66   | 50   | 25   | 11   | 8    |

|  |